# Vladimír Hurban Vladimírov
Vladimír Hurban Vladimírov all'anagrafe Vladimír Konštantín Hurban (Stara Pazova, 4 agosto 1884 – Stara Pazova, 28 settembre 1950) è stato un drammaturgo, scrittore e pastore protestante slovacco, appartenente alla minoranza slovacca della Vojvodina.
Considerato una delle maggiori personalità artistiche della Vojvodina, scrisse anche poesie, racconti e libretti per l'operetta. I suoi lavori teatrali ritraggono la vita quotidiana del villaggio.

## Biografia
Era figlio di Vladimír Hurban e della moglie Augusta, nata Štúrová. Da parte di madre era nipote quindi di Ján Štúr, fratello di Ľudovít Štúr. Da parte di padre era nipote di Jozef Miloslav Hurban e bisnipote di Svetozár Hurban Vajanský.
Dal 1907 fu pastore evangelico a Stara Pazova, ove si dedicò alla scrittura, alla regia e alla recitazione in spettacoli dilettantistici. Dopo la morte del padre nel 1914 divenne parroco del paese.
Nella sua opera drammatica relativamente ampia si ritrovano i temi del villaggio, della città, del simbolismo e del Cristianesimo. I suoi contatti con la letteratura europea, in particolare con il simbolismo e l'espressionismo, si riflettono nel portare i concetti simbolici a una base realistica. Pertanto, alcune delle sue opere hanno una traccia critico-realistica, ma si arricchiscono anche di elementi simbolici. Era un innovatore per quanto riguarda le tematiche e uno sperimentatore nella composizione, a volte a spese della tensione drammatica e dell'efficacia dei colpi di scena. L'elemento di collegamento dei drammi sperimentali e di villaggio è la visione biologica dell'uomo.

## Drammi

### Drammi in un solo atto
- 1903 – Štedrý večer (La vigilia di Natale)
- 1904 – Vianoce (Natale)
- 1904 – Podobná
- 1905 – Cvičia sa!
- 1905 – Dokončenie
- 1905 – Keď sa schladí
- 1905 – Fialka
- 1905 – Naša (La nostra)
- 1906 – Kupci (I mercanti)
- 1906 – Na násypoch
- 1907 – Na robotu (Al lavoro)
- 1907 – Boj (La lotta)
- 1907 – Podarilo sa
- 1911 – Naše dieťa (Il nostro bambino)
- 1911 – Žobrák
- 1921 – Kľúč (La chiave)
- 1921 – Objednávam nový písací stolík (Ordino una nuova scrivania)
- 1927 – Klobúk (Il cappello)
- 1929 – Život – divadlo – život (Vita - teatro - vita)
- 1931 – Kvitancia
- 1932 – Zamatový kabát
- 1932 – Chceli sa prekvapiť

### Drammi teatrali
- 1913 – Záveje
- 1920 – Trenčiansky Matúš
- 1921 – Reštavrácia
- 1922 – Milica Nikoličová
- 1923 – S.O.S. (Spolok obrodených svätých)
- 1924 – Homo sapiens
- 1926 – Ľudovít Štúr
- 1927 – Vršatského hradu verný Budiač
- 1931 – Zem
- 1933 – Divé husi
- 1941 – Zámka škripí
- 2000 – Keď vejú jarné výchre...

### Libretti
- 1923 – Pekná, nová, maľovaná kolíska
- 1927 – Nápitok lásky (L'elisir d'amore)
- 1927 – Mataj